# Torphins
Torphins est un village de l'Aberdeenshire, en Écosse (Royaume-Uni).